# كلوديا شمولدرز
كلوديا شمولدرز (بالألمانية: Claudia Schmölders)‏ (و. 1944  م) هي مترجمة، وأستاذة جامعية، وكاتِبة ألمانية، ولدت في هايدلبرغ.

## جوائز
حصلت على جوائز منها:

جائزة هاينريش مان ‏ (2004)"Heinrich-Mann-Preis". مؤرشف من الأصل في 2019-08-28. اطلع عليه بتاريخ 2015-09-12.

## وصلات خارجية
- كلوديا شمولدرز على موقع IMDb (الإنجليزية)

- كلوديا شمولدرز في قاعدة بيانات الأفلام على الإنترنت